# Синьо (теленовела)
„Синьо“ (на испански: Azul) е мексиканска теленовела, създадена и продуцирана от Пинки Морис, и режисирана от Роберто Гомес Фернандес за Телевиса през 1996 г.
В главните роли са Кейт дел Кастийо, Армандо Араиса и Кейко, а в отрицателните - Елвира Монсел и Тиаре Сканда. Специално участие вземат първите актриси Алма Муриел и Патрисия Рейес Спиндола.
Сюжетът засяга темата за екологията, посредством косатката Кейко, която забавлява посетителите на увеселителния парк „Кралството на приключенията“ (сега Six Flags México) в град Мексико. С тази теленовела мексиканската публика се сбогува с Кейко, преди да бъде отведен в Орегонския крайбрежен аквариум, където да бъде обучен да живее свободно в открития океан.

## Сюжет
Алехандра е млада жена, която работи в Делфинариума на увеселителния парк в столицата Мексико. Тя, Хуанхо и Фина се грижат за делфините и косатката Кейко, които живеят в парка, забавлявайки посетителите.
Алехандра завършва за медицинска сестра и е част от екипа на треньорите на парка. Ернесто Валверде е жесток мъж, собственик на атракциите. Той и адвокатът му изготвят пъклен план – да убият Кейко и да използват месото му за такоси, според плана – ще могат да продадат повече от 38 000 такоса, съюзявайки се с организирана пристъпна групировка.
Енрике е млад и красив, независим мъж, който обожава животните. Той е син на Ернесто Валверде, но е категорично против зловещите планове на баща си. Енрике се присъединява към треньорския щаб и се запознава с Алехандра. Двамата се влюбват и заедно трябва да решат редица проблеми, за да успеят да спасят Кейко.
Кейко се превръща в най-добрия приятел на Алехандра и Енрике.

## Актьори
Част от актьорския състав:
- Кейт дел Кастийо – Алехандра
- Армандо Араиса – Енрике Валверде
- Кейко – Себе си
- Алма Муриел – Елена Кури
- Патрисия Рейес Спиндола – Марта
- Армандо Силвестре – Ернесто Валверде
- Алфонсо Итуралде – Д-р Карлос Гримберг
- Елвира Монсел – Пас
- Лусила Марискал – Фина
- Хуан Карлос Серан – Д-р Солорсано
- Тиаре Сканда – Карина
- Артуро Беристайн – Густаво Галван
- Габриела Асел – Йени
- Хулио Брачо – Луис Агире
- Елеасар Гомес – Лупито
- Даниел Абив – Рики
- Мане Маседо – Хулия
- Хосе Антонио Коро – Д-р Мейер
- Клаудия Елиса Агилар – Работничка
- Раул Араиса – Хавиер Валверде
- Маурисио Аспе – Роберто
- Галилеа Монтихо – Мара

## Премиера
Премиерата на Синьо е на 8 януари 1996 г. по Canal de las Estrellas. Последният 55. епизод е излъчен на 22 март 1996 г.